# Ахкент
Ахкент — село в Левашинском районе Дагестана.
Образует сельское поселение село Ахкент как единственный населённый пункт в его составе.

## География
Расположено в 27 км к северо-западу от села Леваши, на реке Накхер. Граничит с такими селами как: Охли, Карамахи, Аймаки, Аракани, Апши, Аркас. Исторически входило в состав Дженгутайского наибства.

## Население
| 1888  | 1895  | 1926  | 1939  | 1959  | 1970  | 1989  |
| ----- | ----- | ----- | ----- | ----- | ----- | ----- |
| 301   | ↗330  | ↗394  | ↗476  | ↘470  | ↗550  | ↗680  |
| 2002  | 2010  | 2012  | 2013  | 2014  | 2015  | 2016  |
| ↗1188 | ↗1247 | ↗1269 | ↗1276 | ↗1311 | ↗1347 | ↗1362 |
| 2017  | 2018  | 2019  | 2020  | 2021  | 2023  | 2024  |
| ↗1393 | ↗1428 | ↗1456 | ↗1482 | ↘1460 | ↗1476 | ↗1500 |
| 2025  |       |       |       |       |       |       |
| ↗1519 |       |       |       |       |       |       |

## Этимология
Изначальное аварское название села — Хъахаб-росо — переводится как «белое селение». Кумыки называли село Ахкент с тем же значением: акъ — «белое», кент — «поселение». Официальным названием села стал кумыкский вариант из-за тесных связей русских с кумыками, от которых они усваивали многие названия.

## Улицы
Улицы села:
| - Ахкентская - Дружбы - Имама Шамиля | - Мира - Саида Афанди - Цебе хур |